# Мейрелиш, Силду
Силду Мейрелиш (порт. Cildo Meireles, полное имя Cildo Campos Meirelles; род. 1948) — бразильский художник-концептуалист, инсталлятор и скульптор.
Особенно известен своими инсталляциями, многие из которых выражают сопротивление политическому угнетению в Бразилии.

## Биография
Родился  9 февраля 1948 года в Рио-де-Жанейро.
С раннего возраста Силду проявлял интерес к рисованию и пространственным конструкциям. Его отец, который поощрял творчество мальчика, работал в Службе защиты индейцев, и их семья много путешествовала по сельской местности Бразилии. Во время таких пребываний в местах проживания коренного населения Мейрелиш узнал о верованиях народа тупи, которые позже включил в некоторые из своих работ. Среди инсталляций, содержащих аллюзии на тупи — Southern Cross (1969–1970) и Olvido (1990).
Искусство Силду Мейрелиш начал изучать в 1963 году в окружном федеральном культурном фонде (Federal Cultural Foundation) под руководством перуанского художника и керамиста Феликса Барренечиа (Felix Barrenechea). В конце 1960-х годов Мейрелиш открыл для себя работы Элио Ойтисики и Лигии Кларк, тем самым познакомившись с бразильским движением «Neo-Concrete». Эти художники, как и сам Мейрелиш, были заинтересованы в размытии границы между тем, что есть искусство, и тем, что есть жизнь, а также реагировании в своих произведениях на текущие политические события.
В апреле 1964 года Мейрелиш участвовал в политической демонстрации и начал интересоваться студенческой политикой. В 1967 году он переехал в Рио-де-Жанейро и учился в школе Escola Nacional de Belas Artes.
В настоящее время художник живёт и работает в Рио-де-Жанейро.

## Творчество
Мейрелеш говорил, что рисование было его основным художественным средством до 1968 года, когда он вообще отказался от экспрессионистского рисунка в пользу конструирования вещей, которые он хотел создать физически. Темой, которую он особенно исследовал в своём искусстве, была концепция эфемерности и не-объекта (non-object) — искусства, которое существует только во взаимодействии с окружающим миром, что побудило его создавать инсталляционные работы или ситуативное искусство. Это привело к идее создания проекта «Virtual Spaces», который он начал в 1968 году и который основывался «на евклидовых принципах пространства».
После военного переворота в Бразилии и установления в стране в 1964 году авторитарной военной диктатуры, Сильдо Мейрелеш занялся политическим искусством. Когда он начинал как художник, цензура в стране была обычной. В новых условиях Мейрелеш нашёл способы создания искусства, которое было бы подрывным, но достаточно тонким для понимания, черпая вдохновение из дадаизма. В начале 1970-х годов он разработал проект политического искусства, который был направлен на широкую аудиторию, преодолевая цензуру, названный им «Insertions Into Ideological Circuits». Так он работал до 1976 года, и многие из его инсталляционных произведений тех пор использовали политический подтекст.
Он был одним из основателей Экспериментального отдела в Музее современного искусства в Рио-де-Жанейро в 1969 году; в 1975 году редактировал художественный журнал Malasartes. Первая выставка его работ состоялась в 1965 году в Segundo Salão Nacional de Arte Moderna in Brasilia, последняя — в 2014 году в HangarBicocca в Италии.
В 1999 году Силду Мейрелиш был удостоен премии принца Клауса (Prince Claus Awards), а в 2008 году получил премию Velazquez Plastic Arts Award, присуждаемую Министерством культуры Испании.
- Некоторые работы